# クレナズム
クレナズム（英: culenasm）は、日本の4人組ロックバンドである。2018年に福岡県福岡市で結成された。メンバー4人全員が作詞作曲を担当する。

## 来歴
大学の同級生で結成し、2018年5月より活動を開始した4人組ロックバンド。シューゲイザーやドリームポップに影響を受けたサウンドが特徴。福岡市を拠点に活動。メンバーが影響を受けてきたミュージシャンは多岐に渡り、宇多田ヒカル(萌映)、BUMP OF CHICKEN(けんじろう)、SCANDAL (まこと)、中田ヤスタカ(しゅうた)などと幅広い。結成から約7ヶ月後の12月20日には、初のミニアルバム『rest of the dusk』を発売した。
ほとんどのメンバーが九州出身だが、福岡県以外のメンバーもいる。ボーカル・ギターの萌映（もえ）は、FM802「Grace Place」（DJ：深町絵里）にゲスト出演（2024年8月11日）した際、自身が北九州市出身であり、地元の資さんうどんを各地で推していると明かした。
同じく福岡出身のバンド”神はサイコロを振らない”は大学の先輩であり、”muque”は一部のメンバーが大学の後輩にあたる。
台湾のバンド「ゲシュタルト乙女」とも親しく、度々共演している。
2022年11月9日には、初のフルアルバム『日々は季節をめくって』を発売した。

## メンバー
・萌映(もえ、12月10日生)
　・ボーカル、ギター、作詞、作曲
　・自分の声が嫌いだったが友人の「綺麗な声をしてるから、もうちょっと大きな声で歌ってみたら？」の一言をきっかけ
　　に自分の声と歌を好きになったと話している。
　・中学時代に母親をなくしている。
　・高校の部活から人前で歌うようになった。
　・元々デザイン専攻で大学進学している。そのためジャケットなどは萌映が手がけていることが多い。
　・UNCHAINの大ファンで共演した際は好きな曲をリクエストし演奏してもらった。
・けんじろう(2月12日生)
　・ギター、作詞、作曲
　・作家の中原中也の書を愛読している。
　・メンバーはけんじろうのギターについて「当たりしかでないくじみたいなもの」と過去に語っている。
・まこと(12月5日生)
　・ベース、作詞、作曲
　・fhánaのファン(ファナミリー)であると公言しており共演も果たしている。
　・まことと萌映はSCANDALが好きで大学時代のサークルでコピーしていた。
　・SNS用の動画制作を担当しており配信で「動画制作マシンになっている」と語っている。
・しゅうた(鹿児島県出身、4月13日生)
　・ドラム、作詞、作曲
　・元々ピアノを担当していたため結成時ドラム歴が非常に浅かった。
　・加入当初は大学院進学のため脱退する予定だったと明かしている。

## バンド活動
2018年1月に大学の同サークルであった萌映に対しまことが「（萌映には）普通の人生を歩んでほしくない」と話をしバンドを始動。その後同サークルのけんじろうとしゅうたに声をかけ本格的に活動を開始する。同年5月に初ライブを行う。3回目のライブでりんご音楽祭の新人バンドオーディションに参加したところ受賞。8月には長崎市にて開催のSky Jamboree前夜祭に出演。9月りんご音楽祭2018に出演、その際にDrのしゅうたは大学院入試がかぶるがライブ出演を優先し「後悔はないです」とインタビューで答えている。
同年12月、1stにしてマスターピースなミニアルバム『rest of the dusk』をリリース。同アルバムより12月12日に「ウエインは言った」を先行配信＆MV解禁。12月20日には福岡の盟友バンドを集めた初の主催ライブ「stew」を開催し好評を得る。
2019年1月31日、新作MV『白い記憶』を公開。
7月10日には1stシングル「花弁・いつかの今頃」をリリース。同時に「花弁」のMVを解禁。その後『TOKYO CALLING』『MINAMI WHEEL』『SAKAE SP-RING』などに出演し12月には2ndミニアルバム「In your fragrance」をリリース、楽曲は以前よりポップ寄りな楽曲が目立つようになっている。
2020年2月よりレコ発ツアー『「In your fragrance」 2nd mini album release tour』を開催。ツアーの途中台湾で行なわれた『意識不能招待所【參】林森北二泊三日音樂祭 2020』に出演しヘッドライナーを務める。
コロナ禍となる同年3月に無観客スタジオライブ「聴志動感」に参加し、8月には無観客ワンマンライブ『ShowCase Live Supported By 聴志動感』を配信。8月に配信リリースした『一人残らず睨みつけて』はフジテレビ系音楽番組「Love music」9月度オープニングテーマに抜擢、その後番組への出演も果たした。
11月には3rdミニ・アルバム『eyes on you』をリリース。同アルバムはコロナ禍ということもありリモートで制作を行い、ボーカルの萌映は「お父さんの部屋で歌った」と語っている。またこの頃から萌映とまことが作曲に参加しクレナズムは全員が作詞作曲を務めるようになった。
2021年6月クボタカイとのコラボ楽曲である「解けない駆け引き」を配信リリース。7月には「九州全県ツアー ”九州を繋ぐっちゃん！”」を開催。8月には昨年に引き続き音楽番組の「Love music」オープニング・テーマに抜擢。(楽曲は“積乱雲の下で” )
10月に4th mini album『Touch the figure』をリリースし。その際にSpotifyで『クレナズム 4th ミニアルバム“Touch the figure”発売記念！！ ベースまことによる全曲解説！！』を配信した。
11月には「クレナズム ワンマンツアー 2021 ～本州を通りもん～」を開催しファイナルの東京ではクボタカイと共演。
2022年2月宇多田ヒカルのカバーである「SAKURAドロップス」を配信、当初はラジオ企画制作したが好評だったため配信を決めた。4~5月にかけて「クレナズム春のバリよかツーマンツアー2022」を実施。11月には1stフルアルバム『日々は季節をめくって』リリースし、その後12月にはクレナズム 「冬のバリよかワンマンツアー 2022」を開催した。
この年は東亜道路工業との企業タイアップである「進め」や、福岡ローカルのCM曲（にしてつホーム）の制作。また翌年公開される映画「ふたりの傷跡」に演者・主題歌・劇伴として参加し活動が活発になっている。
2023年5月「春のバリよかワンマンツアー 2023」を開催。この頃から声出しライブが再開されたがコロナ以前のライブが少なかったことをインタビューで語っている。
11月には5th EP『Whisper of the heart』を発表、タイトルはスタジオジブリからインスパイヤし決めたという。また楽曲制作では毎月各自１曲ずつ提出しているとインタビューで話している。
同年10〜11月にかけて「秋のバリよかワンマンツアー2023」を開催。
2024年4月、藤吉夏鈴（櫻坂46）主演の映画『新米記者トロッ子 私がやらねば誰がやる!』の主題歌と劇伴を担当することが発表された。その後8月7日、同主題歌が「リベリオン」のタイトルでリリースされる。
5月、KBC九州朝日放送開局70周年のタイアップソングとしての「ホーム」がリリースされる。
6月、台湾のバンドI Mean Usとのコラボ曲「木村 楓」配信。
10月、タイのアーティストQLERとのコラボ曲「Goodbye Goodnight」をQLERのカバー曲「Blur」やQlerの楽曲に参加した「Old School」に続いて配信する。
11月、バーチャルシンガーHACHIに「fragement」楽曲提供。　　　　　　　　　　　　　　　　　　　　香港の西九音楽節、台湾の台中最大のフェスRoving Nation Fes2024に出演。

## 作品

### 配信シングル
| 発売日         | タイトル                | 備考 |
| -------------- | ----------------------- | --- |
| 2020年8月5日   | ひとり残らず睨みつけて  | |
| 2020年11月11日 | キミのいない世界        | |
| 2021年3月24日  | 酔生夢死                | |
| 2021年6月30日  | 解けない駆け引き        | クボタカイとのコラボ楽曲。サウンドプロデュースにShun Marunoが参加。                                                 |
| 2021年8月18日  | 積乱雲の下で            | |
| 2022年2月2日   | SAKURAドロップス / 面影 | 1曲目は宇多田ヒカル「SAKURAドロップス」のカバー、ラジオ企画で発表したところ好評だったためレコーディングし発表した。 |
| 2022年2月23日  | わたしの生きる物語      | |
| 2022年7月6日   | 明日には振り向いてよ    | |
| 2022年11月10日 | 二人の答え              | クボタカイとのコラボ楽曲。アレンジャーとしてボカロPの100回嘔吐が参加。                                              |
| 2022年12月21日 | ふたりの傷跡            | |
| 2023年3月1日   | さよならを言えたかな    | MVはしゅうたの地元で撮影。                                                                                          |
| 2023年5月31日  | 夏日狂想                | [ 11 ] |
| 2023年7月26日  | 8月31日                 | |
| 2023年9月27日  | 夕凪詠草                | |
| 2024年4月12日  | Blur                    | タイのシンガーソングライター「QLER」の楽曲の日本語カバー。                                                          |
| 2024年5月1日   | ホーム                  | |
| 2024年6月5日   | 木村 楓                 | 台湾のバンド「I MEAN US」とのコラボ楽曲。                                                                           |
| 2024年8月7日   | リベリオン              | [ 14 ] |
| 2024年10月23日 | Goodbye Goodnight       | タイのシンガーソングライター「QLER」とのコラボ楽曲。                                                                |
| 2025年2月5日   | センチメンタル          | MVは地元・福岡市の奈多海岸で メンバーが自らiPhoneで撮影し、 萌映が編集を手掛けた。                                  |
| 2025年3月19日  | あのモーニンングセット  | |

### 参加楽曲
| 発売日        | 曲名       | アーティスト     | 備考                                               |
| ------------- | ---------- | ---------------- | -------------------------------------------------- |
| 2024年10月4日 | old school | QLER, クレナズム | タイのシンガーソングライター「QLER」の楽曲に参加。 |
| 2025年3月27日 | モノローグ | nonoc            | まことがベースで参加。                             |

## タイアップ
| 曲名                   | タイアップ                                                                                             |
| 2020年                 | 2020年                                                                                                 |
| ---------------------- | --- |
| ひとり残らず睨みつけて | フジテレビ『Love music』9月度エンディングテーマ                                                        |
| 2021年                 | |
| 積乱雲の下で           | フジテレビ『Love music』8月度エンディングテーマ                                                        |
| 2022年                 | |
| 明日には振り向いてよ   | フジテレビ『めざまし8』7月度エンディングテーマ                                                         |
| 二人の答え             | フジテレビ『Love music』11月度エンディングテーマ                                                       |
| 進め。                 | 『新生堂薬局 presents ウインターカップ2022高校バスケットボール 福岡県大会決勝"』実況中継テーマ・ソング |
| ふたりの傷跡           | 映画『ふたりの傷跡』主題歌                                                                             |
| 2023年                 | |
| さよならを言えたかな   | フジテレビ『Love music』3月度エンディングテーマ                                                        |
| 2024年                 | |
| リベリオン             | 映画『新米記者トロッ子 私がやらねば誰がやる!』主題歌                                                   |
| ホーム                 | KBC九州朝日放送創立70周年記念ソング                                                                    |
| ホーム                 | テレビ朝日系列『BREAK OUT』5月度オープニング・トラック                                                 |

## ライブ
- 2020年：「In your fragrance  2nd mini album release tour」(大阪、愛知、東京、小倉、熊本、台湾、福岡)
- 2020年：『意識不能招待所【參】林森北二泊三日音樂祭 2020』（台湾。ヘッドライナーを務める。）
- 2021年：「クレナズム九州全県ツアー　〜九州を繋ぐっちゃん〜」(九州7県、7月)
- 2021年：「クレナズム ワンマンツアー 2021 ～本州を通りもん～」(全国4か所11〜12月)
- 2022年：「クレナズム春のバリよかツーマンツアー 2022」（全国4か所）
- 2023年：「春のバリよかワンマンツアー2023」[27]
- 2023年：「秋のバリよかワンマンツアー2023」[28]
- 2024年：「春のバリよかワンマンツアー2024～ハートがうごく5周年～」（福岡、大阪・心斎橋、名古屋、東京・渋谷、台湾・台北）
- 2024年：『西九音楽節』（香港、日本のアーティスト初出演）
- 2024年：『Roving Nation Fes2024』（台湾・台中最大のフェス）
- 2024年：「冬のバリよかワンマンツアー2024～ハートを掴んであたためて～」（東京・代官山、台湾・台北、大阪・心斎橋）[29]

など。